# Мищенки (Дергачёвский район)
Мищенки (укр. Мищенки), село, 
Дергачевский городской совет,
Дергачёвский район,
Харьковская область.
Код КОАТУУ — 6322010107. Население по переписи 2001 года составляет 5 (1/4 м/ж) человек.

## Географическое положение
Село Мищенки примыкает к селу Болибоки, на расстоянии в 2 км находятся сёла Маслии и Замерцы.
Рядом с селом протекает пересыхающий ручей, который через 4,5 км впадает в реку Лопань.
К селу примыкает небольшой лесной массив (дуб).

## История
- 1680 - дата основания.